# Glumpang Bungkok
Glumpang Bungkok is een bestuurslaag in het regentschap Pidie van de provincie Atjeh, Indonesië. Glumpang Bungkok telt 323 inwoners (volkstelling 2010).